# El Universal (Colombia)

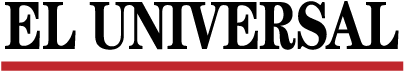
Logotipo alternativo

El Universal es el principal periódico de Cartagena de Indias, Colombia y del Departamento de Bolívar.
Fundado el 8 de marzo de 1948 por Domingo López Escauriaza. En la actualidad su gerente general es Gerardo Araújo Perdomo; el director, Nicolás Pareja Bermúdez ; el editor general, Javier Alcides Ramos Zambrano y el editor web, Jairo Andrés Cárdenas Almeida.Es un diario de información general, de pago, con acceso gratuito a su contenido en su sitio web www.eluniversal.com.co. 
La edición impresa circula, además, en el departamento de Bolívar, con noticias propias de  sus municipalidades. Es propiedad de la compañía Editora del Mar S.A, que también edita y hace circular los diarios populares Q’hubo Cartagena y El Teso y del semanario comunitario Gente Bahía, los tres en tamaño tabloide. Hace parte de Andiarios, organización defensora de la libertad de prensa y es miembro fundador de Colprensa, la principal agencia de noticias en Colombia.
Según el informe entregado a finales de 2013 por ACIM del Estudio General de Medios, El Universal se mantiene como el periódico tradicional más leído en Cartagena. Su edición impresa, en ese periodo, alcanzó 82.500 lectores, los domingos la lecturabilidad aumenta en 98.300 lectores. Esto reafirma no solo el crecimiento sostenido de su lecturabilidad, sino el liderazgo en la ciudad. Según el mismo estudio, El Tiempo tiene en la ciudad cerca de 8.400 lectores, El Espectador, 2.800; y El Heraldo, 1500.
En Internet y las redes sociales, también, El Universal se sitúa como uno de los medios preferidos por los usuarios. Entre diciembre y enero de 2014 tuvo un tráfico aproximado de seis millones visitas. En Twitter supera los 135.000 seguidores y en Facebook, los 551.388.

## Historia
El Universal nació matriculado con el Partido Liberal, en medio de una Colombia convulsionada por la violencia política. En sus comienzos, la información era más ideológica que noticiosa, pero a partir de la década de los 50 (siglo XX) con la irrupción de los géneros periodísticos fue aumentado el número de páginas dedicadas a la información coyuntural y perdiendo ese sentido doctrinario para convertirse en un diario informativo y pluralista.
El mismo día que El Universal cumplió un mes de circulación, el 8 de abril de 1948, fue asesinado el caudillo político liberal más exaltado por la historia nacional: Jorge Eliécer Gaitán, aspirante a la presidencia de la República. Con la muerte de Gaitán, El Universal enfrentó la censura y una agobiante persecución que dieron lugar a diversos episodios de gran valía que han inspirado la permanencia del diario en la historia, por encima de todas las crisis. Uno de ellos aparece registrado en un fragmento del libro García Márquez en Cartagena (García Usta, 2007:26) y hace referencia a un día después del asesinato de Gaitán cuando a la sede del periódico llegó un grupo de infantes de marina con órdenes de cerrar el matutino. Fue el mismo Domingo López Escauriaza quien se enfrentó a los uniformados y aferrado a la puerta de su oficina les gritó que al periódico no lo cerraba nadie. Aunque finalmente y debido a las circunstancias ese día López debió cerrar momentáneamente el diario, sus palabras han calado profundamente en la lucha constante y diaria que libra El Universal para mantenerse vigente en la reñida competencia mediática actual.
A la cabeza de sus fundadores, Domingo López Escauriaza y Eduardo Ferrer Ferrer, la meta de El Universal desde sus inicios ha sido ser líder informativo en Cartagena y la Costa Caribe. Sirvió de escuela al afamado Nobel de Literatura, Gabriel García Márquez, quien en el mismo año de apertura del diario ingresó a la plancha de periodistas, conformada por jóvenes con aspiraciones de escritores que veían en el periódico un espacio para perfeccionar sus dotes literarias. Entre los más destacados, se pueden mencionar Manuel Zapata Olivella, Héctor Rojas Herazo y Gustavo Ibarra. En ese entonces, el perfil del periodista o de quién escribía era más de analista, de descriptor, pero dando siempre su interpretación sugestiva. El oficio era realizado por profesionales de otras áreas, más que todo abogados, políticos y literatos.
En los 50 empezó un cambio profundo en la manera de redactar las noticias, influenciado por el estilo descriptivo norteamericano. La información empezó a ser más directa e imparcial.
En los noventa El Universal comenzó su revolución informática. Ya habían pasado dos décadas de haber cambiado de linotipo a la rotativa. Vendría ahora el momento de cambiar las máquinas de escribir por computadores. Fue un cambio gradual y coincidente con la mudanza de la sede del Centro, una casa antigua, más o menos pequeña; a la sede actual frente al emblemático Castillo San Felipe de Barajas, mucho más grande, con lugares diseñados especialmente para las áreas propias de una empresa periodística. En 1997 el periódico comenzó el proceso para diseñar la página web y en agosto de ese año El Universal hizo presencia en Internet.

## Aspectos generales
Es un periódico de tamaño universal, que le da prioridad principalmente a los temas locales, dándole la importancia merecida a las noticias nacionales e internacionales.
Circula diariamente con un aproximado de 28 a 30 páginas, en las que se destacan noticias de comunidad, política, educación, deportes, farándula y tecnología. Los domingos ofrece Facetas, un inserto de crónicas y reportajes.
Su eslogan es "El Universal, lo que necesita saber".

### Suplementos
Con El Universal circulan los siguientes suplementos: Revista Viernes, Facetas, Gente Bahía, Revista Dónde, Revista Turbo, Salud y Belleza, Novias y Empresas Que Generan Confianza.

## Edición multimedia
El primero de agosto de 1997, los usuarios pudieron leer por primera vez El Universal en Internet.
En los primeros años era un volcamiento total de las noticias del impreso al digital, pero con la evolución de las exigencias de los lectores, entre ellas la inmediatez, y las múltiples posibilidades comunicacionales que ofrece la gran red, la compañía le apostó firmemente a este nuevo medio. Con una nómina de periodista propia eluniversal.com.co brinda una información actualizada las 24 horas, en la que los visitantes encuentran noticias, fotos y vídeos.
En el sitio, los lectores pueden navegar por las diferentes secciones: Cartagena, Regional, Opinión, Deportes, Sucesos, Sociales, Tecnología, Ambiente, Colombia, Cultural, Económica, Educación, Farándula, Multimedia, Mundo, Política, Salud y Ciudadano Reportero. Es de destacar esta última porque es un espacio donde los usuarios pueden enviar fotos, expresar sus opiniones o hacer denuncias. Su primera editora fue la periodista Ledis Caro , seguida por Fernando Carreño y, el editor actual, Jairo Andrés Cárdenas Almeida.

### Caricaturas animadas
En febrero de 2014, eluniversal.com.co se convierte en el primer periódico colombiano en ofrecer a sus usuarios caricaturas animadas, autoconclusivas, una experiencia que aporta gran valor a la producción de material audiovisual animado en el país.